# Phil Alvin
Philip Joseph Alvin, detto Phil (Downey, 6 marzo 1953), è un musicista e cantante statunitense noto per aver fondato assieme al fratello Dave i Blasters.
Dopo lo scioglimento del gruppo ha pubblicato un primo album da solista Un "Sung" Stories, ha proseguito poi gli studi interrotti fino ad ottenere un master's degree alla California State University di Long Beach in matematica ed intelligenza artificiale. Quando i Blasters si riunirono, verso la fine degli anni ottanta, Phil passò alla voce e alla chitarra ritmica. Pubblicò nel 1994 un secondo album da solista County Fair poi riformare i Blasters. Nel 2014 ha collaborato con il fratello Dave dopo quasi trent'anni in un album di cover del bluesman Big Bill Broonzy, Common Ground.

## Discografia

### Da solista
- Un "Sung" Stories (1986)
- County Fair 2000 (1994)
- Common Ground: Dave & Phil Alvin Play and Sing the Songs of Big Bill Broonzy con Dave Alvin (2014)